# Хоплеј
Хоплеј је у грчкој митологији је било име више личности.

## Митологија
1. Владар Тесалије, син Посејдона и Канаке.[1][2]
2. Аполодор помиње и Хоплеја као једног од педесет Ликаонида, синова Ликаона, краља Аркадије.[3]
3. Хесиод помиње Хоплеја као једног од Лапита који се борио против Кентаура.[4]
4. Такође, војник Хоплеј се помиње и у миту седморица против Тебе, уз Тидеја, а кога је убио Епит.[4]